# HNoMS Rap

Le navire de guerre norvégien HNoMS Rap était un torpilleur construit en 1873. Il fut l'un des premiers torpilleurs à transporter la torpille automotrice Whitehead après avoir été converti pour l'utiliser en 1879, la même année où le HMS Lightning de la Royal Navy entra en service.

## Conception
Le Rap a été commandé à la société de construction navale John I. Thornycroft & Company, en Angleterre, en 1872 ou 1873, et a été construit au chantier naval Church Wharf à Chiswick sur la Tamise. Avec une vitesse de 14,5 nœuds (27 km/h), il était l'un des bateaux les plus rapides à flot une fois terminé. Les Norvégiens avaient initialement prévu de l'armer d'une torpille à espar, mais cela n'a peut-être jamais été installé. Le Rap a été brièvement utilisé pour des expériences avec une torpille remorquée avant d'être finalement équipé de supports de lancement pour les nouvelles torpilles automotrices Whitehead en 1879. Rap a été construit en bois, et a été utilisé dans la protection de la neutralité norvégienne pendant la Première Guerre mondiale.
Bien que Rap ait été construit plusieurs années plus tôt, le premier vrai torpilleur construit pour transporter des torpilles automotrices était le britannique HMS Lightning, et il était en fait équipé de telles torpilles avant le Rap. Le premier navire de guerre de quelque type que ce soit à transporter des torpilles automotrices fut le HMS Vesuvius de 1873.
Avec un déplacement de moins de dix tonnes, Rap était très limité en matière d'endurance et de navigabilité. Au cours des trois prochaines décennies, le Rap sera suivi de nombreux autres torpilleurs norvégiens de taille et de complexité toujours croissantes. Il a finalement été rayé de la flotte en 1920, longtemps après qu'il soit devenu obsolète.

## Préservation
Aujourd'hui, le Rap est exposé au Musée de la marine royale norvégienne de Horten, en Norvège.

## Galerie

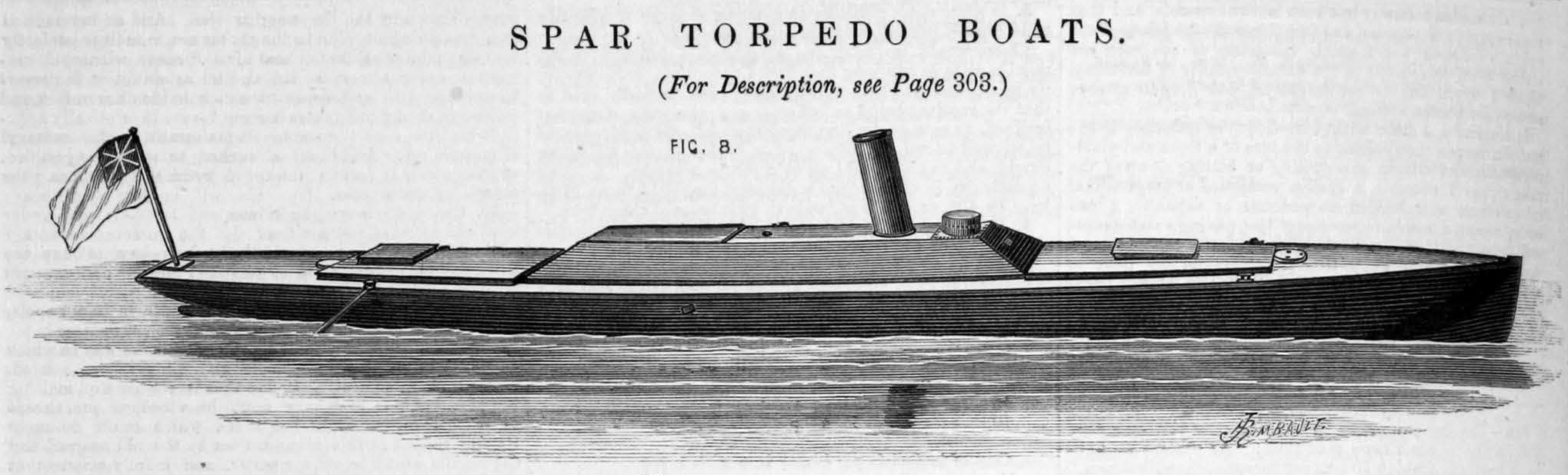
Gravure
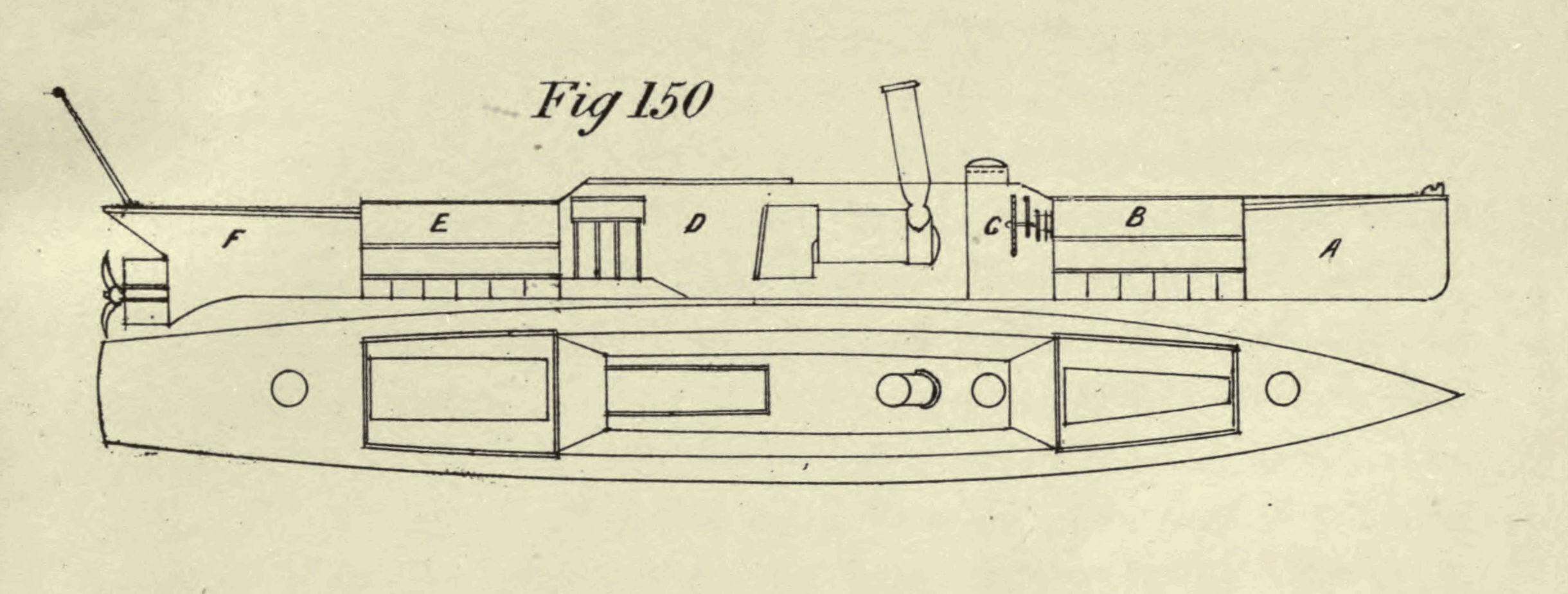
Plan